# الکساندر ایووشف
الکساندر ایووشف (انگلیسی: Aleksandra Ivošev؛ زادهٔ ۱۷ مارس ۱۹۷۴) تیرانداز اهل صربستان و مونته‌نگرو بود.
وی در مسابقات کشوری و بین‌المللی در مجموع برندهٔ ۱ مدال طلا، ۲ مدال برنز شده‌است.